# Арієль Дюран
Аріе́ль Дюра́н (англ. Ariel Durant, при народженні Хая Кауфман; 10 травня 1898 — 25 жовтня 1981) — американська письменниця й історикиня, що народилася в Україні. Співавторка фундаментальної праці «Історія цивілізації» («The Story of Civilization»), лауреатка Пулітцерівської премії з літератури.

## З біографії
Народилася в Проскурові, Російська імперія (нині Хмельницький, Україна), в родині Етель-Аппель і Йосипа Кауфманів. У листопаді 1901 переїхала з батьками, трьома сестрами і братом до США, де родина оселилася в Нью-Йорку. 1911 вона вступила до нью-йоркської школи «Феррер Модерн Скул», де незабаром познайомилася з її викладачем Віллом Дюраном. Через два роки Дюран залишив посаду, щоб одружитися з Арієль, якій тоді було лише 15 років.
Чоловік називав Хаю Пак, ім'ям одного з вередливих ельфів з комедії Шекспіра «Сон літньої ночі». Починаючи з 1927 року він перейменував її на Арієль, за іншим шекспірівським ельфом («Буря»), попри те, що обидва ельфи були чоловічої статі. Згодом Дюран зробила це прізвисько своїм справжнім ім'ям.
З часом Арієль Дюран почала цікавитися історією і філософією і брати участь в дослідженнях чоловіка, який майже все життя працював над багатотомною фундаментальною працею «Історія цивілізації» («The Story of Civilization»). Дюран брала участь в написанні всіх томів цієї серії, але тільки в її сьомому томі, «Початок ери розуму» («Age of Reason Begins», 1961), почала згадуватися як співавторка. Творчість подружжя досягла апогею в 1968 році, коли за десятий том серії, «Руссо і революція» («Rousseau and Revolution»), Арієль і Віл Дюрани одержали Пулітцерівську премію з літератури. В 1977 році вони були нагороджені Медаллю Свободи, вищою американською цивільною нагородою.
Спільну автобіографію подружжя Дюранів («Подвійна автобіографія», «A Dual Autobiography») опубліковано 1978 року.
Арієль Дюран померла 25 жовтня 1981. 7 листопада того ж року помер її чоловік. Подружжя поховане на меморіальному кладовищі Westwood Village Memorial Park в Лос-Анджелесі, Каліфорнія.